# Amelia Peláez
Pour les articles homonymes, voir Peláez.
Amelia Peláez del Casal, née à Yaguajay, dans l'actuelle province de Sancti Spíritus, le 5 janvier 1896 et morte à La Havane le 8 avril 1968, est une artiste-peintre cubaine.
Plusieurs de ses œuvres, dont El mantel blanco (1935) et Naturaleza muerta con pitahaya (1942), se trouvent au Musée national des beaux-arts de Cuba.
Sur la façade extérieure de l'hôtel Habana Libre à La Havane, se développe une fresque d'Amelia Peláez.